# Schizocytheridae
Schizocytheridae – rodzina małżoraczków z rzędu Podocopida i podrzędu Cytherocopina.
Przedstawiciele rodziny mają karapaksy w obrysie bocznym podłużno-jajowate do prawie trójkątnych, pozbawione wklęśnięć czy kantów. Zamek jest typu schizodontycznego, a odciski mięśni zwieraczy nipodzielone. Występuje kilka przednich, promiesnistych kanałów porowych. W przeciwieństwie do Hemicytheridae odnóża kroczne nie mają sklerytu w stawie kolankowym.
Należy 19 opisanych współczesnych gatunków. Do rodziny zalicza się rodzaje:
- Acuminocythere Swain et Gilby, 1974
- † Amphicytherura Butler et Jones, 1957
- † Apateloschizocythere Bate, 1972
- † Neomonoceratina Kingma, 1948
- † Paraschizocythere
- Spinoceratina Mostafawi, 1992